# Chris Doerk
Chris Doerk (Königsberg, 24 febbraio 1942) è una cantante tedesca, tra le interpreti più popolari nell'ex-Repubblica Democratica Tedesca tra gli anni sessanta e gli anni settanta .
Ha formato un sodalizio artistico assieme all'ex-marito Frank Schöbel.

## Biografia
Chris Doerk nasce a Königsberg il 24 febbraio 1942.
Si fa conoscere nel 1962, interpretando assieme ad un'amica il brano Winni, winni, wanna, wanna, die Trommel ruft zum Tanz nella trasmissione Herzklopfen kostenlos.
Il vero successo arriva però nel 1967, quando vince un concorso canoro della DDR interpretando assieme a Frank Schöbel il brano Lieb mich so, wie Dein Herz es mag.
L'anno seguente, è interprete, assieme allo stesso Schöbel del film, diretto da Joachim Hasler, Heißer Sommer.
Nel 1973, vince la coppa d'oro al XII Festival musicale delle terre baltiche di Rostock grazie al brano Keinen Tag geb ich her. Nello stesso anno, torna sul grande schermo assieme a Frank Schöbel, recitando nel film Nicht schummeln, Liebling! (sempre diretto da Joachim Hasler).
Sempre negli anni settanta è in tournée in vari Paesi europei e ottiene una notevole popolarità anche a Cuba.
Nel 2002, pubblica la sua autobiografia, intitolata La casita - Geschichten aus Cuba.
Nel 2011 torna ad esibirsi in tournée assieme all'ex-marito Frank Schöbel e l'anno seguente torna a pubblicare un album da solista, album che si intitola Nur eine Sommerliebe e che viene distribuito dall'etichetta BuschFunk.

## Discografia parziale

### Album
- 1968: Heißer Sommer (con Frank Schöbel)
- 1969: Chris und Frank (con Frank Schöbel)
- 1971: Für unsere Freunde
- 1972: Hello Dolly (con Frank Schöbel)
- 1972: 3x4 (con Frank Schöbel)
- 1973: Chris Doerk
- 1974: Chris Doerk 2
- 1975: Chris Doerk 3
- 1975: Songs für Dich (con Frank Schöbel)
- 2012: Nur eine Sommerliebe

## Filmografia

### Attrice
- Heißer Sommer, regia di Joachim Hasler (1968)
- Nicht schummeln, Liebling!, regia di Joachim Hasler (1973)
- Verbotene Liebe - soap opera, 2 puntate (1996)

### Colonna sonora
- Coming Out, regia di Heiner Carow (1989)

## Opere letterarie
- 2002: La casita - Geschichten aus Cuba